# Хьюз, Оливер (банкир)
О́ливер Чарльз Хьюз (англ. Oliver Charles Hughes; род. 27 июня 1970 года, Фолкстон Великобритания) — британский топ-менеджер в сфере банковского бизнеса, наиболее известный карьерой в России и странах СНГ.
Окончил университет Сассекса в 1992 году. В апреле 1998 года Хьюз начал карьеру в Visa, в 2000 году перешёл в российское отделение, с 2006 года возглавлял его.
В 2007 году перешёл в Тинькофф Банк, который возглавлял до марта 2022 года на ряде ключевых должностей. Под его руководством банк стал одним из крупнейших цифровых банков в мире и пионером в области дистанционного финансового обслуживания в России.
В сентябре 2023 года возглавил подразделение международных операций грузинского TBC Bank.

## Ранние годы и образование
Родился на юго-востоке Англии, уже через год семья переехала на север, в Ланкастер. В подростковом возрасте был поклонником инди-попа и носил выкрашенный в разные цвета ирокез.
Юношеское увлечение историей России побудило Хьюза в 18 лет учить русский язык. В университете Сассекса он изучал русскую историю и литературу. В 1992 году получил диплом бакалавра гуманитарных наук (с отличием) по русской и французской филологии. В 1991 году во время студенческой практики полгода жил в Советском Союзе. Впоследствии получил диплом магистра по специальности «управление информационными системами и технологиями» Лондонского городского университета и диплом магистра гуманитарных наук по специальности «международная политика» Университета Лидса.

## Карьера
После университета Сассекса Оливер Хьюз успел опробовать различные профессии в коммерческих и некоммерческих организациях: работал садовником, пекарем, официантом, разработчиком интернет-сайтов, занимался исследованиями в области социальных наук в Британской библиотеке, проектами для компаний Reebok и Shell UK.

### Visa (1998—2006)
В апреле 1998 года Хьюз пришёл в компанию Visa International программистом, был специалистом по авторизации и системам контроля рисков в регионе CEMEA (Центральная Европа, Ближний Восток и Африка). В 1998 году он провёл в России двухдневный русскоязычный курс по техническим вопросам Visa для российских банкиров. В 2000 году компания решила открыть офис в России и вспомнила об опыте Оливера Хьюза. Он стал одним из первых сотрудников московского офиса и был назначен директором по развитию бизнеса Visa International в России. В 2005 году стал главой представительства Visa International в России. Также до своего ухода из компании на протяжении четырёх лет занимал должность председателя в совете директоров Visa Russiа. Команда российского представительства под его руководством увеличила платёжный оборот с примерно $1 млрд до $100 млрд к 2007 году, заняв более чем 50 % рынка.

### Тинькофф Банк (2007—2022)
В ноябре 2006 года серийный предприниматель Олег Тиньков основал банк «Тинькофф Кредитные Системы» («ТКС Банк», позже переименованный в «Тинькофф Банк»). В начале 2007 года на встрече с российским руководством Visa по поводу выпуска карт их платёжной системы Тиньков познакомился с Оливером Хьюзом. Тинькова удивило, что иностранец говорил на хорошем русском языке и открыто с ним спорил. Весной 2007 Тиньков пригласил Оливера Хьюза возглавить его новый банк. Хьюз согласился оставить работу в Visa, и в июне 2007 году был назначен председателем правления банка. Хьюз занимался операционным управлением, привлечением инвестиций, размещением TCS Group на Лондонской фондовой бирже, расширением в новые сегменты. Под руководством Хьюза банк диверсифицировал бизнес: стал привлекать депозиты, открыл направление для малого и среднего бизнеса, открыл брокерский бизнес, а затем и private banking для состоятельных клиентов. К 2022 году «Тинькофф Банк» вырос до 13-го места по размеру активов среди российских банков и стал одним из 13 банков, включённых Банком России в список системно значимых кредитных организаций (СЗКО).
25 марта 2021 года Станислав Близнюк сменил Оливера Хьюза в должности председателя правления «Тинькофф Банка», Хьюз остался CEO TCS Group и получил должность исполнительного директора в совете директоров TCS Group. После повышения Хьюз должен курировать ключевые стратегические инициативы, среди прочего направленные на совершенствование корпоративного управления и обеспечение роста группы. В ноябре 2021 года TCS Group изменила структуру руководства, добавив в руководство ещё одного главного исполнительного директора группы (co-CEO), назначив на должность Павла Фёдорова. В апреле 2022 года Хьюз и Федоров покинули Тинькофф и TCS Group и переехали в Объединенные Арабские Эмираты.

### TBC Bank (с 2023)
В сентябре 2023 года возглавил подразделение международных операций грузинского TBC Bank.

## Личная жизнь
Оливер Хьюз женат, есть четверо детей.
Свободно владеет русским и французским языками.

## Награды
Работа Хьюза неоднократно отмечалась экспертным сообществом: в 2015 году он стал «менеджером года» по версии РБК, в 2016 году победил в номинации «Персона года» премии «Банковская сфера», также был признан «лучшим банкиром России» в 2019 году по версии «Банки.ру».